# Морская пехота

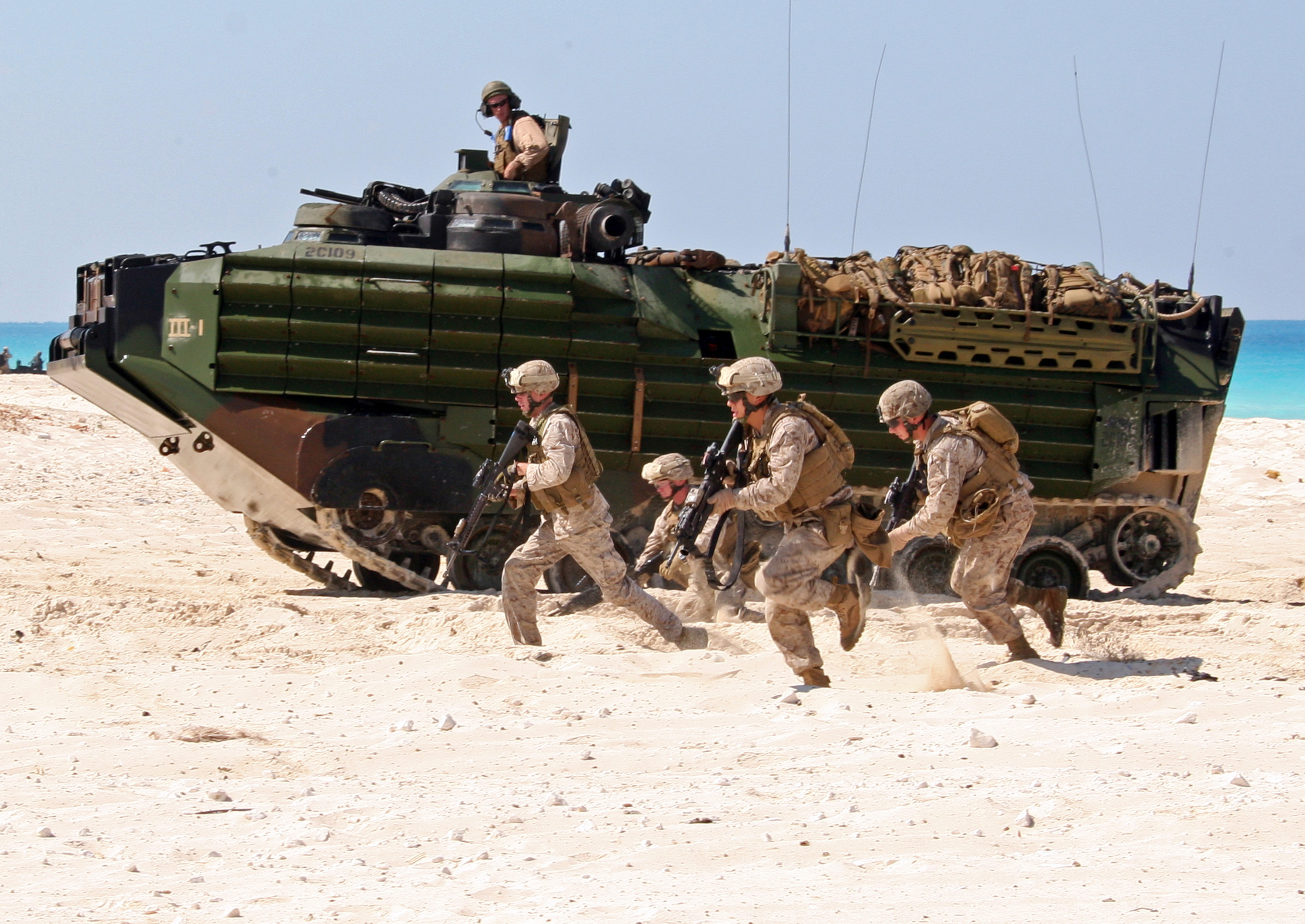
Высадка морских пехотинцев в сопровождении AAV7 из состава 22-го экспедиционного отряда морской пехоты США на берег Египта в ходе учений Bright Star 2009. 12 октября 2009

Морска́я пехо́та (МП, также неофициально морпе́хи) — род сил (войск) ВМФ (ВМС) вооружённых сил государств, предназначенный для участия в морских операциях и использования в качестве ударных отрядов в других видах боевых действий, в задачи которого входит захват береговой линии, портовой инфраструктуры, островов и полуостровов, кораблей и судов, морских баз противника.
Морская пехота также применяется для отдельных операций (подразделения и части специального назначения (СпН)), а также для охраны прибрежных и других объектов. Входит в состав военно-морского флота/сил (ВМФ/ВМС) или является отдельным видом вооружённых сил (КМП США). Главные задачи морской пехоты: «В наступлении с моря они должны завоевывать береговые плацдармы и удерживать до подхода главных сил, а в обороне — защищать пункты базирования военных кораблей с сухопутных направлений». Исторически, морские пехотинцы служили на военных кораблях, поддерживали команду корабля в бою, осуществляли малые рейды на береговой полосе, охраняли офицеров корабля от возможных мятежей команды, охраняли порты и военно-морские базы.
Наиболее многочисленной морской пехотой (179 тыс. человек на 2022 год) располагают США.

## История

### Античность

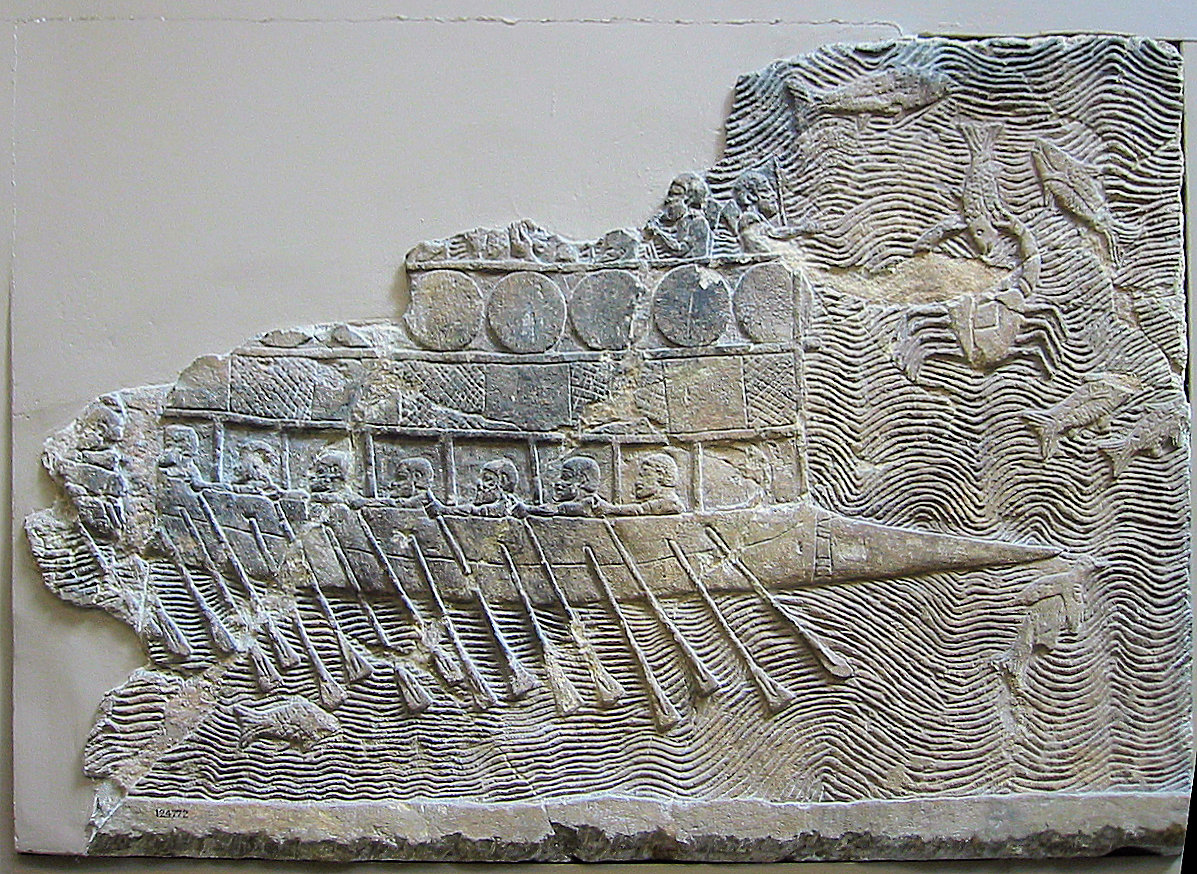
Бирема. Ассирийский рельеф

Абордажный ворон

Некоторые из финикийских барельефов содержат изображения бирем, на верхней палубе которых находятся воины, которые, возможно, являлись первыми морскими пехотинцами.
В Древней Греции морские пехотинцы назывались эпибатами. Во время морского боя они сражались на палубах кораблей, а затем преследовали разбитого противника на суше.
Первое документированное применение морской пехоты отмечается во время Пунических войн между римлянами и карфагенянами, в которых единственным шансом для римлян в морском бою против более искусных в мореплавании карфагенян было взятие на абордаж. В связи с этим римляне стали строить квинкверемы — суда с пятью рядами вёсел, несущие на борту огромное количество легионеров и оснащённые абордажным вороном — перекидным мостом, снабжённым крючьями. Ворон крепился к специальной мачте, и когда его отпускали, вонзался крючьями в палубу другого корабля, пробивая её, после чего по импровизированному мосту перебегали легионеры.
Вооружение и подготовка их, однако, не отличались от регулярной пехоты. Таким образом, войск, специально подготовленных как морская пехота, в античности не было. Общий подход, типизированный Римом, был «солдат, посаженный на корабль».

### Средние века
Наиболее известны викинги и ушкуйники, широко использовавшие корабли для рейдов на прибрежные поселения рек, морей и озёр. Они отличались от остальных тем, что наступление с моря долго было их главным, если не единственным способом действий. В нём они достигли больших успехов, в основном за счёт решимости и ощущения превосходства над противником.
Самая крупная и известная десантная операция Средневековья — Норманское завоевание Англии 1066 г. Потомки всё тех же викингов, норманы имели и чисто сухопутные рода войск, например тяжёлую конницу. Они опирались на опыт викингов, но особого внимания элементу высадки и тут не уделялось, то есть снова действовало представление: «Дело флота — доставить на берег, дело солдата — воевать на суше».
Такой же подход характерен и для других высадок Средневековья, например турок и венецианцев на Средиземном море.

### Эпоха паруса
Основным назначением морской пехоты в это время считался абордаж. Такое представление прямо вытекало из идеи о главенстве сражений линейных флотов. Десантные операции рассматривались как побочный продукт войны на море. При этом затраченные на них усилия морской пехоты как минимум равнялись усилиям на морские сражения. В качестве артиллерии морской пехотой часто использовались вертлюжные пушки — лёгкие пушки, в морском бою стоявшие поверх борта, будучи закреплёнными на съёмном шарнире, снимались и использовались в качестве десантных орудий — их брали с собой при высадке на берег, при необходимости их можно было закрепить на борту шлюпки или взять в поход — их залп оказывал огромное психологическое воздействие на туземцев.

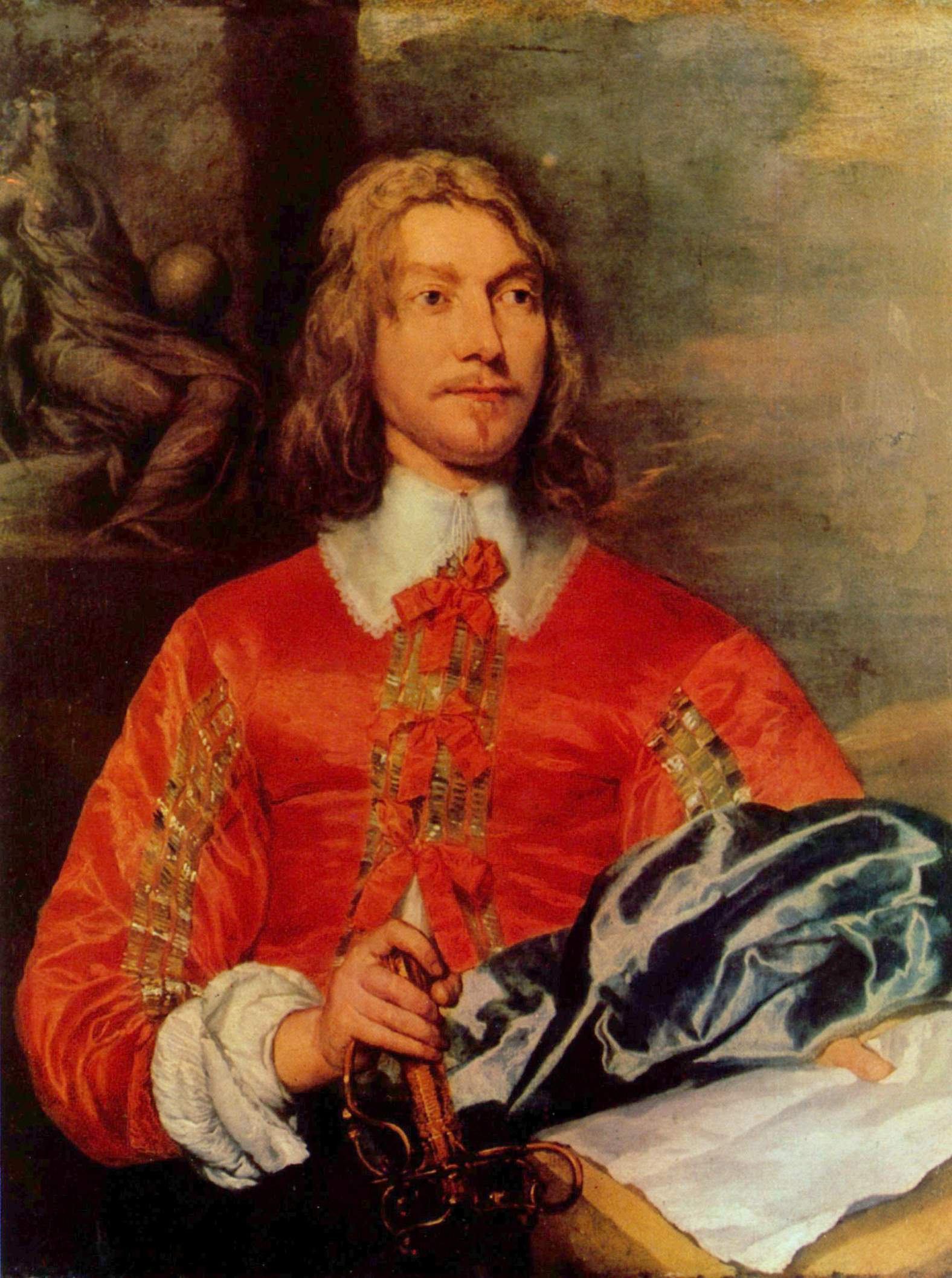
Портрет офицера английской морской пехоты, XVII в

Наиболее знаменитыми тогда были «красные мундиры» Британии (морская пехота носила тот же цвет, что армия). Корабли от 1 ранга и до фрегата имели постоянный отряд морской пехоты (англ. Royal Marines Detachment). Например, 74-пушечному линейному 3 ранга полагался отряд в 136 человек, что примерно соответствовало роте. Во главе его стоял капитан морской пехоты (англ. Captain of the Marines). Ему подчинялись лейтенант, старший сержант и один-два сержанта. Офицеры морской пехоты имели особый статус среди офицеров корабля — в иерархии кают-компании капитан морской пехоты был в промежутке между первым и вторым лейтенантами, по военным вопросам имел голос наравне с остальными. Часто он отвечал за подготовку команды в обращении с ручным оружием.
Корабли поменьше могли иметь отряд сокращенного состава, во главе с лейтенантом.
Королевские морские пехотинцы в век паруса выполняли две главные функции: ударной силы при абордаже и корабельной полиции. В ближнем бою, если не доходило до абордажа, они играли роль снайперов — отдельные секции помещались на марсах всех мачт, и взвод на шканцах. Они же обеспечивали охрану крюйт-камеры и порохового магазина. Отдельные часовые выставлялись у всех трапов, чтобы удерживать слабонервных от попыток бежать с верхней палубы и спрятаться в низах.
Во время десантов и диверсий вне корабля они составляли ядро десантной партии, но редко действовали самостоятельно: для этого их просто не хватало. Большинство экспедиций составлялись из небольшого ядра морских пехотинцев и усиления из матросов и старшин корабля, под командой одного из флотских офицеров, с офицером морской пехоты в качестве заместителя.

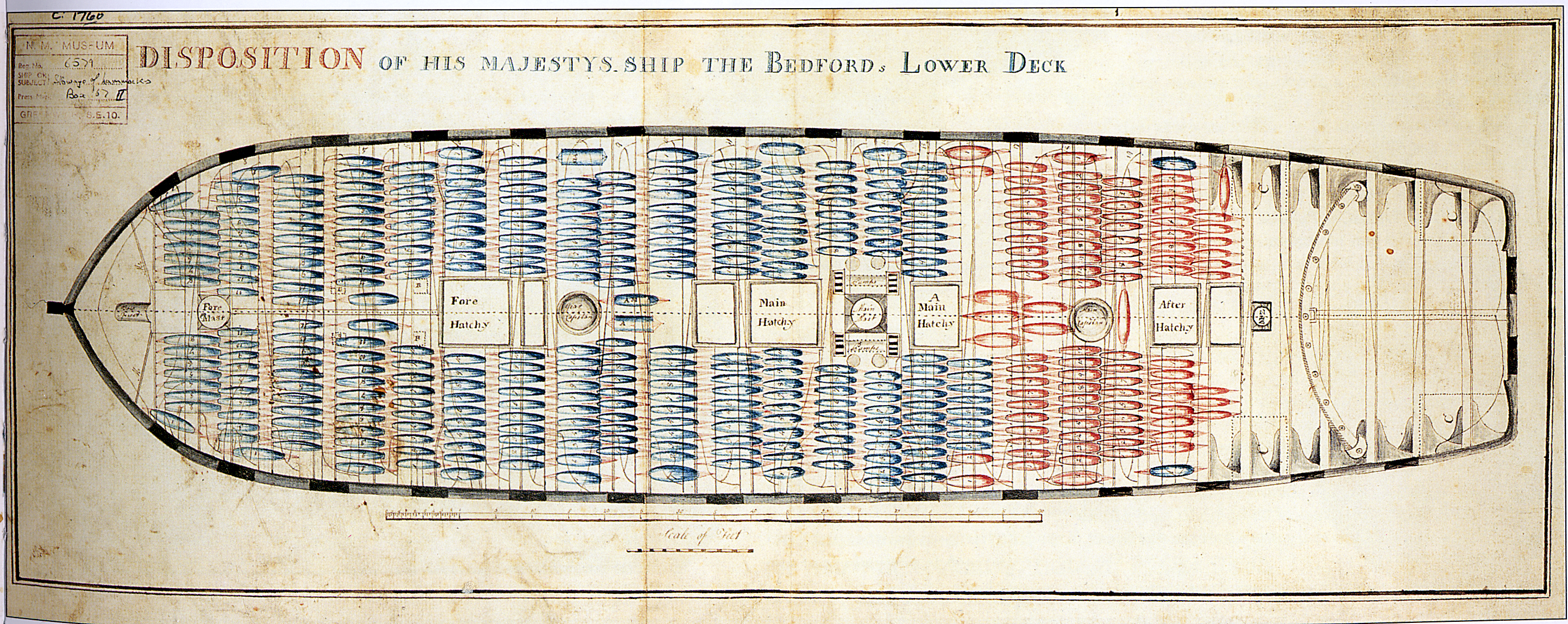
Развеска коек в палубе HMS Bedford (ок. 1780). Красный цвет — морская пехота

В повседневной службе они несли караул у каюты капитана и других важных помещений, обеспечивали конвой арестованных и караул во время наказаний, и при необходимости подавляли бунт. Морские пехотинцы подвешивали свои койки в батарейных палубах, как и остальная команда, но в кормовой их части: даже отдыхая, они были заслоном между баком (матросами) и ютом (офицерами).
Американская морская пехота, возникшая даже раньше самих Соединённых Штатов, начала свой путь с десанта: захвата пороховых складов на Багамах. Тем не менее, её роли почти не отличались от английской, разве что не было большого упора на роль полиции, так как флот набирался целиком из добровольцев.
Морская пехота Франции претерпела в век паруса заметные перемены, вызванные революцией. Из профессионального корпуса она превратилось в нечто среднее между армией и ополчением, при этом заметно выросла в числе. Дело в том, что следствием революции было уничтожение кадров офицеров и унтер-офицеров, и как следствие, упадок общей подготовки флота. Это отразилось прежде всего на артиллеристах. После этого, чтобы компенсировать недостатки флота в артиллерийском бою, республиканские представители стали поощрять абордаж, надеясь на «революционный порыв» (фр. élan).
Создание морской пехоты указывает, что возникло представление о необходимости специального рода войск, отличного от армии и флота. Но каковы его определяющие черты, осознавали не всегда. Некоторые высказались очень ясно. Так, в рапорте о битве при Квебеке во время Семилетней войны (13 сентября 1759), бригадный генерал Таунсенд, вступивший в командование после убитого Вульфа, писал:

Я не отдам должного адмиралам и флоту, если не воспользуюсь этим случаем доложить, насколько мы обязаны нашим успехом постоянной помощи и поддержке от них, и совершенной гармонии и согласованности, царившей во всех наших операциях.
Оригинальный текст (англ.)I would not do justice to the Admirals and the naval service if I neglected this occasion of acknowledging how much we are indebted for our success to the constant assistence and support received from them, and the perfect harmony and correspondence which has prevailed throughout all our operations.

Вице-адмирал Сондерс писал в том же духе:

…всю эту изматывающую кампанию продолжалось совершенное взаимопонимание армии и флота.
Оригинальный текст (англ.)...during this tedious campaign, there has continued a perfect good understanding between the army and Navy.
Иными словами, стало возникать признание, что переход с боем из состояния «море» в состояние «берег» представляет особый род совместных боевых действий, требующий особых войск и организации.

### Первая мировая война
К Первой мировой войне промышленные страны подошли с представлением о морской пехоте как инструменте колониальной войны. Этому послужил целый век малых колониальных экспедиций Британии (Бирма, Египет, Англо-бурские войны), США (Центральная Америка, Филиппины), Испании (Латинская Америка) и отсутствия больших заморских войн.
Ущербность такого подхода катастрофически выявилась в ходе Дарданелльской операции при Галлиполи. Полное пренебрежение критическим элементом высадки привело к увязанию британской армии на плацдарме, и, в конце концов, к огромным потерям, провалу кампании и эвакуации.
Более удачно прошла тактическая высадка в Зебрюгге (1918 год), но частичный успех пришёл за счёт способностей и инициативы отдельных командиров, в отсутствие специализированных войск, организации и доктрины. То же касается германской высадки на Моонзундских островах.

### Вторая мировая война
Во Вторую Мировую было полностью оценено значение десантных операций. Самые крупные из них состоялись на Тихом океане и в Западной Европе. Историки Второй мировой войны оценивают их как один из 5 главных элементов победы на море.
Стало общепринятым, что они представляют собой особый вид боевых действий, требующий специализированных войск, имеющих уникальные возможности и подготовку («морской пехотинец, это не солдат, посаженный на корабль, а моряк, обученный воевать на суше»), плюс согласованной поддержки других видов вооружённых сил: флота, армии, авиации, плюс разветвленного тылового обеспечения.
Были разработаны и проведены в жизнь основные принципы проведения операций (в большой мере, под влиянием опыта Галлиполи):
- общая цель для всех привлекаемых сил, и запасная стратегия, установленные заранее
- оценка слабых и сильных сторон обороны противника и определение необходимых для её преодоления сил
- план высадки, включая места и порядок выхода на берег всех видов войск и обеспечения
- стремление к внезапности; обязательное удержание захваченной инициативы

Разрабатывавшийся с 1935 года в США учебник, Руководство по Десантным Операциям (англ. Landing Operations Manual), выдвигал следующие положения амфибийной доктрины:

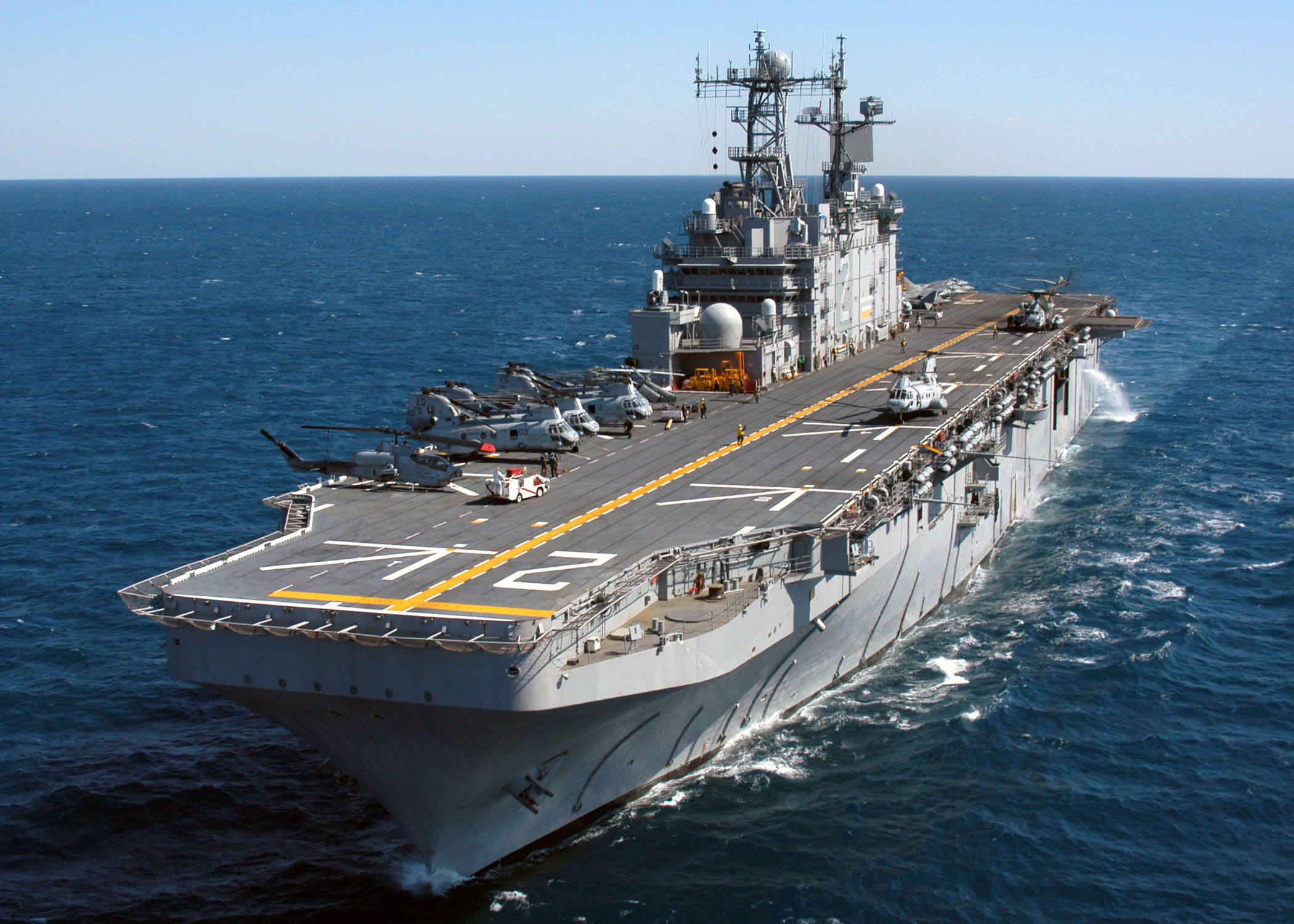
Американский универсальный десантный корабль типа «Тарава», несущий до 2000 морских пехотинцев (экспедиционный отряд морской пехоты).

1. Командование и организация. Привлекаемые силы, под названием Ударная морская группировка, включают два элемента: Силы морской пехоты и Флотскую группу поддержки, для охранения, огневой поддержки и так далее. Командиры обоих прямо подчиняются командующему Ударной группировкой до момента, когда штурмовая фаза закончена и на берегу создан плацдарм. После этого командир морской пехоты получает тактическую свободу, и отвечает перед командующим оперативной зоны.
2. Корабельная огневая поддержка. Оборона противника должна быть подавлена до начала высадки, в ходе которой флот продолжает огневую поддержку. Манёвры показали необходимость в передовых корректировщиках из состава флота, которые находились бы в порядках морской пехоты на берегу.
3. Непосредственная авиационная поддержка. По сути продолжение корабельной огневой поддержки. Оказалось, что лучшие результаты показывают авиаторы самой морской пехоты, полностью понимающие трудности войны на земле, и подготовленные для действий с авианосцев. И снова выявилась надобность в передовых авианаводчиках.
4. Переход с корабля на берег. Учебник признавал, что скорая и безопасная доставка войск на берег критически важна. Практически это вылилось в создание (уже в ходе войны) специальных средств высадки: десантных катеров и барж, плавающей техники, десантных кораблей и кораблей-доков.
5. Снабжение. Рекомендовалось, чтобы каждый транспорт мог перевозить эквивалент батальона, с техникой и оборудованием. Кроме того, вводилось понятие загрузки «по-боевому». То есть техника, оборудование и предметы снабжения грузились в порядке обратном тому, в котором они понадобятся при высадке. Такой способ загрузки не использовал всю грузоподъёмность транспортов, но зато неизмеримо облегчал действия десанта.
6. Закрепление на плацдарме. До тех пор, пока созданный плацдарм не станет достаточно устойчив, чтобы обеспечивать сам себя, он зависит от сил на плаву в части огневой поддержки и снабжения. Большое количество необходимых грузов требует флотской снабженческой организации, способной доставить их на берег, соблюдая нужную очерёдность, и подобной же организации в морской пехоте, для распределения на берегу. Потребовались специалисты, способные выполнять все это под огнём. На практике это вылилось в береговые партии во главе с командиром от морской пехоты, и подчинённого ему бич-мастера от флота.

В ходе войны морская пехота перестала быть собственно пехотой. Она получила собственную артиллерию, танки, авиацию, инженерные и диверсионные части, и даже парашютный батальон (упраздненный в 1944). Таким образом, морская пехота окончательно утвердилась в роли специалиста по морским десантным операциям.

### Холодная война
Морская пехота западных стран участвовала в большинстве локальных конфликтов и войн:
- США, Великобритания, Австралия[10][уточнить] и Новая Зеландия[11][нет в источнике] посылали части морской пехоты в Корею.
- Британская морская пехота применялась в Индонезии.
- Британская и французская морская пехота участвовали в Суэцком кризисе.
- Американская морская пехота широко применялась во Вьетнаме.
- Британская морская пехота была основной силой в наземной части Фолклендской войны.
- Американская морская пехота составляла около 30 % сил высадки на Гренаде.

Советская морская пехота регулярно совершала дальние походы на кораблях ВМФ. Во время существования пункта базирования в Камрани, МП Тихоокеанского флота держала там на ротационной основе хотя бы одно подразделение. 

## Символы морской пехоты
Основным элементом символики морской пехоты является якорь. Он присутствует в эмблематике практически всех морских десантных сил государств мира. Исключение составляют только подразделения не входящие непосредственно в состав ВМС. Это морские десантники Греции, Дании, Финляндии и нескольких других стран, которые входят в состав сухопутных войск, а не военно-морских сил.
Однако зачастую символику якоря используют и подразделения сухопутных войск, выполняющие функции морских десантных сил. К ним относятся итальянские Lagunari, французские Troupes de Marine и некоторые другие. Также довольно широко используется альтернативная морская символика — трезубец, парусный корабль (Швеция, Греция, Дания).
Нельзя не заметить влияние морской пехоты США на символику морской пехоты таких стран как Таиланд, Китайская Республика, Республика Корея, Филиппины и некоторых других государств. На символику морской пехоты США, в свою очередь, влияние оказала Королевская морская пехота Великобритании, которая первой в мире стала использовать изображение глобуса, символизирующего глобальность задач, стоящих перед морской пехотой и её решимость с этими задачами справиться.
В латиноамериканском мире законодателем мод была морская пехота Испании с её якорем на скрещённых ружьях. Теперь этот символ используют практически все страны Латинской Америки, Италия и даже Турция. Можно смело утверждать, что этот символ является чемпионом по популярности.
Традиции морской пехоты СССР наложили свой отпечаток на символику морской пехоты Украины, Казахстана, России.
Тактические знаки НАТО (APP-6/A/D) для обозначения формирований морской пехоты на карте и в документах

## Морская пехота в популярной культуре
- Редьярд Киплинг — стихотворение Soldier an' Sailor Too.
- Песня «Морская пехота» в исполнении Валерия Леонтьева из телефильма «Последний довод королей».
- к/ф «Цельнометаллическая оболочка».
- «Поколение убийц» — сериал про боевые действия 1-го разведывательного батальона КМП США в Ираке.
- «Тихий океан» — сериал про КМП США во время Второй мировой войны на Тихом океане.
- к/ф «Ответный ход» (СССР, 1981)
- к/ф «Одиночное плавание» (СССР, 1985)
- к/ф «Чёрные береты» (Россия, 1993)
- к/ф «Морпехи» (Россия, 2011)
- к/ф «Морпехи» (США, 2005)